# Filips van Savoye-Nemours
Filips van Savoye-Nemours (Bourg-en-Bresse, 1490 - Marseille, 25 oktober 1533) was van 1495 tot 1509 bisschop van Genève, van 1514 tot aan zijn dood graaf van Genève en van 1528 tot aan zijn dood hertog van Nemours. Hij behoorde tot het huis Savoye.

## Levensloop
Filips was de derde zoon van hertog Filips II van Savoye en diens tweede echtgenote Claudine, dochter van Jan II van Brosse, graaf van Penthièvre.
Hij was bestemd voor een kerkelijke loopbaan: in 1494 werd Filips op vierjarige leeftijd benoemd tot proost van het Hospitaal van de Grote Sint-Bernard. In 1495 werd hij verkozen tot bisschop van Genève en in 1502 werd hij proost van de Sint-Joostabdij in Susa en van de Sint-Pietersabdij in Rivalta. In november 1509 beëindigde Filips zijn kerkelijke loopbaan en werd hij teruggebracht in de lekenstand.
Aan de zijde van koning Lodewijk XII van Frankrijk vocht hij mee in de Italiaanse Oorlogen en in mei 1509 nam hij deel aan de Slag bij Agnadello. 
In 1514 kreeg hij zijn oudere broer, hertog Karel III van Savoye, in apanage het graafschap Genève toegewezen, evenals de baronieën Faucigny en Beaufort en enkele landerijen in Bugey. Ook was hij van 1515 tot 1519 luitenant-generaal van het hertogdom Savoye. Na de troonsbestijging van koning Frans I van Frankrijk, de zoon van Filips' halfzus Louise van Savoye, bracht Filips vanaf 1515 ook veel tijd door in Frankrijk. In 1528 kreeg hij van zijn neef het hertogdom Nemours toegewezen.
Filips stierf in november 1533 in Marseille. Hij werd bijgezet in de Notre-Dame-de-Liessekerk in Annecy. 

## Huwelijk en nakomelingen
In september 1528 huwde Filips met Charlotte van Orléans-Longueville (1512-1549), dochter van hertog Lodewijk I van Longueville. Ze kregen twee kinderen:
- Jacob (1531-1585), graaf van Genève en hertog van Nemours
- Johanna (1532-1568), huwde in 1555 met Nicolaas van Lotharingen, hertog van Mercœur

Ook had hij een onwettige zoon Jacob, die abt van de Abdij van Entremont was.